# سیارک ۲۱۱۱۸
سیارک ۲۱۱۱۸ (به انگلیسی: 21118 Hezimmermann، نامگذاری:1992SB17) بیست و یک هزار و صد و هجدهمین سیارک کشف شده‌است که در ۲۴ سپتامبر ۱۹۹۲ کشف شد.
قدر مطلق سیارک برابر ۸.۹ است.